# Чеппел, Тони
То́ни Че́ппел (англ. Tony Chappel, род. 28 мая 1960 года) — валлийский бывший профессиональный игрок в снукер. Один из официальных тренеров в WPBSA.

## Карьера
Чеппел стал профессионалом в 1984 году, и за свою карьеру побеждал таких именитых игроков, как Стив Дэвис, Стивен Хендри, Кен Доэрти, Алан Макманус, Стивен Ли, Джон Пэррот и Терри Гриффитс. Тем не менее, лучшим достижением Чеппела был лишь один полуфинал рейтингового турнира. Также несколько раз был в четвертьфиналах, а в 1990 году в единственный раз в карьере прошёл квалификацию на чемпионат мира, где проиграл Тони Ноулзу со счётом 4:10.
Свой высший брейк Тони Чеппел сделал в 1999 году, на квалификации к чемпионату мира. На любительских соревнованиях он делал и максимальный брейк.